# Hrym
Hrym er den jætte, som i nordisk mytologi skal være rorsmanden for skibet Nagelfar under Ragnarok. Navnet, der kun er brugt i denne sammenhæng, er muligvis et dæknavn for Udgårdsloke.